# 田豐 (演員)
田豐（1928年6月4日—2015年10月6日），原名田毓錕，為香港暨臺灣資深實力派演員，生於河南鄭州。曾任台北市电影电视演艺业职业工会評議委員，2014年獲頒第51屆金馬獎終身成就獎。

## 生平
1928年6月4日生於河南鄭州，學生時代便愛好戲劇，並開始參與舞臺劇演出。1949年，他加入軍中話劇團，隨軍來臺。旋即演出張徹執導之臺灣首部國語片《阿里山風雲》，躍上大銀幕。唯臺灣當時國語電影產量不多，他的主業仍是舞臺劇演員。
1960年，田豐赴香港發展，剛進邵氏公司兩個月就拍了九部電影，遂有「田九部」稱號。其後，他又演出《楊貴妃》（1962）、《獨臂刀》（1967）等多部邵氏電影。據與他多次合作的演員李影回憶，當時他們與共演《故都春夢》（1964）的井淼、雷鳴並稱香港影壇的「臺灣四大金剛」。而在田豐超過六十年的表演生涯中，合作過的導演包括李翰祥、胡金銓、張徹、羅維、程剛、侯孝賢、吳宇森、成龍、王家衛等，演出作品超過兩百部，角色類型更是宜古宜今、可忠可奸，被視作萬能配角。
除了幕前演出，田豐也參與幕後工作：1950年代臺灣盛行台語片，他曾擔任過副導、製片等職，從導演白克處學習到電影理論，後又與李行、張方霞合導《王哥柳哥遊台灣》。赴港發展以後，他曾任《梁山伯與祝英台》（1963）的副導演，更執導《金印仇》（1971）等電影。
1971年，田豐為了要賺更多錢供兩個孩子海外求學，而離開邵氏公司。1970年代末、1980年代初，香港國語片產量減少，粵語電視劇興起。田豐在港演出銳減，一度移民美國。後在林福地邀請下，回臺跨足小螢幕，於是有臺視連續劇《星星知我心》中膾炙人口的演出。1997年他以人生四季：下雪的那一年入圍第32屆金鐘獎最佳男主角 2000年，他以《公視人生劇展－風車》中的顏教授一角，入圍第35屆金鐘獎最佳單元劇男配角獎。2002年，他以《公視人生劇展－老魏》中的政治犯老魏一角，入圍第37屆金鐘獎最佳單元劇男主角。2014年11月22日，他獲頒第51屆金馬獎終身成就獎。
2010年代，田豐雖年過八旬仍然新潮，熱衷使用電子郵件及臉書。此外，他愛好喝茶並收藏茶壶，2010年8月2日曾在华视节目《天天哈哈笑》展示了蒐集多年的茶壶。
2015年10月22日晚間傳出，田豐日前在香港過世（經查證為2015年10月6日上午八時前後），享壽八十七歲；次日，台北金馬影展執行委員會證實此一消息。

## 幕後工作作品

### 導演
- 1959年	《王哥柳哥遊台灣》（與李行、張方霞合導）
- 1971年	《金印仇》 	The Golden Seal
- 1976年	《大江南北》 	The Double Double Crosser （王羽、嘉凌主演）

### 副導演
- 1957年	《台南霧夜大血案》
- 1963年	《梁山伯與祝英台》
- 1964年	《玉堂春》

## 演出作品

### 電影
- 1950年 《阿里山風雲》
- 1952年	《春滿人間》
- 1953年	《嘉禾生春》
- 1953年	《烽火麗人》
- 1953年	《寶島大動脈》
- 1956年	《沒有女人的地方》
- 1958年	《血戰》
- 1959年	《蕩婦與聖女》
- 1960年	《太平洋之鯊》 	Shark Of The Pacific
- 1960年	《良心與罪惡》
- 1960年 《喋血販馬場 Time is Running Short》
- 1960年 《花田錯 Bride Napping》
- 1963年 《妲己 The Last Woman of Shang》〔飾-蘇護〕
- 1963年 《鳳還巢 Return of the Phoenix》
- 1963年 《夜半驚魂 The horrible night》
- 1963年 《寶蓮燈 The Lotus Lamp》
- 1964年 《红伶淚 Vermillion Door》
- 1964年 《萬古流芳 The Grand Substitution》
- 1964年 《小雲雀 The Lark》
- 1964年 《血手印 The Crimson Palm》〔飾-包興〕
- 1964年 《血濺牡丹紅 The Warlord and the Actress》
- 1965年 《江湖奇俠 Temple of the Red Lotus》〔飾-甘龍〕
- 1965年 《鴛鴦劍俠 The Twin Swords》〔飾-甘龍〕
- 1965年 《宋宮秘史 Inside the Forbidden City》
- 1965年 《蝴蝶盃 The Butterfly Chalice》〔飾-胡彥〕
- 1966年 《藍與黑續集 The Blue and the Black Part 2》〔飾-曹副官〕
- 1966年 《邊城三俠 Magnificent Trio》
- 1967年 《大刺客 The Assassin》〔飾-嚴仲子〕
- 1967年 《獨臂刀 One Armed Swordsman》〔飾-齊如風〕
- 1967年 《斷腸劍 The Trail of the Broken Blade》〔飾-屠千秋〕
- 1967年 《儒俠 The Silent Swordsman》〔飾-吳浩然〕
- 1967年 《神劍震江湖 The Thundering Sword》
- 1967年 《船 My Dreamboat》
- 1967年 《香江花月夜 Hong Kong Nocturne》〔飾-嚴老師〕
- 1967年 《黛綠年華》
- 1968年 《神刀 The Sword of Swords》
- 1968年 《女俠黑蝴蝶 Black Butterfly》
- 1968年 《怪俠 The Magnificent Swordsman》
- 1968年 《玉面飛狐 The Silver Fox》
- 1969年 《虎膽 Raw courage》〔飾-嚴蒼〕
- 1969年 《十二金錢鏢 Twelve Deadly Coins》〔飾-俞劍平〕
- 1970年 《獨臂刀王 Return of the one-armed swordsman》〔飾-無相王〕
- 1970年 《慾焰狂流 Torrent of Desire》
- 1970年 《大羅劍俠 The secret of the dirk》〔飾-王山虎〕
- 1970年 《五虎屠龍 Brothers five》〔飾-龍振風〕
- 1971年 《萬箭穿心 Oath of death》〔飾-馬慶庭〕
- 1971年 《冰天俠女 Vengeance of a snow girl》〔飾-高允〕
- 1971年 《影子神鞭 The shadow whip》〔飾-方承天〕
- 1971年 《夕陽戀人 Sunset》
- 1971年 《金印仇 The Golden Seal》
- 1972年 《精武門 Fist of fury》〔飾-范君俠／大師兄〕
- 1972年 《十四女英豪 The 14 amazons》〔飾-西夏王〕
- 1973年 《迎春閣之風波 The Fate of Lee Khan》〔飾-李察罕〕
- 1973年 《冷面虎 A Man Called Tiger》
- 1973年 《馬路小英雄 Back Alley Princess》
- 1973年 《海員七號 Seaman no.7》
- 1974年 《綽頭狀元 Naughty!Naughty!》
- 1975年 《十三號凶宅 A Haunted House》
- 1977年 《嗨！親愛的》 〔飾-何董事長〕（客串）
- 1979年 《山中傳奇 Legend of the mountain》〔飾-老張〕
- 1979年 《空山靈雨 Raining in the Mountain》〔飾-王將軍〕
- 1980年 《師弟出馬 The young master》〔飾-田師父〕
- 1980年 《隻手遮天 Absolute Monarch》
- 1980年 《名劍 The sword》〔飾-花千樹〕
- 1980年 《救世者 The Saviour》
- 1981年 《執法者 The Executor》〔飾-陳振東爵士〕
- 1981年 《線人 The Informer》
- 1981年 《粉骷髏 The Phantom Killer》
- 1982年 《龍少爺 Dragon Lord》〔飾-賀原外〕
- 1983年 《天下第一 All the King's Men》〔飾-柴榮〕
- 1983年 《碼頭 The Pier》
- 1983年 《陰陽錯 Esprit d'amour》
- 1986年 《童年往事 A Time to Live, a Time to Die》
- 1986年 《英雄本色 A Better Tomorrow》〔飾-宋景文／宋子豪、宋子杰父〕
- 1987年 《好小子Ⅲ苦兒流浪記 Kung Fu Kids Ⅲ》〔飾─戲班師父〕
- 1989年 《奇蹟 Mr. Canton and Lady Rose》〔飾-顧新全〕
- 1989年 《三狼奇案 Sentenced to Hang》
- 1989年 《發達秘笈 How to Be a Millionaire》〔飾-申氏集團董事長〕
- 1989年 《我在黑社會的日子 Triads - The Inside Story》〔飾-李坤／坤叔／李萬豪父〕
- 1990年 《客途秋恨 Song of the Exile》
- 1990年 《壯志豪情 Whampoa Blues》
- 1990年 《至尊計狀元才 No Risk, No Gain》〔飾-楊震〕
- 1991年 《中環英雄 Don't Fool Me》
- 1991年 《賭俠2之上海灘賭聖》God of Gamblers III: Back to Shanghai〔飾-上海市長〕
- 1991年 《魔畫情 Fantasy Romance》
- 1991年 《至尊无上Ⅱ之永霸天下 Casino RaidersⅡ》
- 1991年 《玉蒲團之偷情寶鑑 Sex and Zen》
- 1992年 《龍騰四海 Gun n' Rose》
- 1993年 《畫魂 La Peintre》
- 1993年 《青蛇 Green Snake》
- 1999年 《千喜巨龍 Century Hero》
- 2004年 《五月之戀 Love of May》〔飾-趙更生／趙瑄爺爺〕
- 2004年 《經過 The Passage》
- 2004年 《愛神》

### 電視劇
- 《天龍訣》（1979年）飾 白蓮教不老神仙
- 《湖海爭霸錄》（1980年）飾 晏海安
- 《星星知我心》（1983年）飾 梁圳山（客串演出）
- 《星星的故鄉》（1984年，星星知我心續集）飾 梁圳山（客串演出）
- 《昨夜星辰》（1984年）飾 邱明淵
- 《書劍江山》（1984年）飾 張召重
- 《楓葉盟》（1985年）飾 秦天岳
- 《金粉王朝》（1986年）飾 涂慕海
- 《我心深處》（1986年）飾 赤牛
- 《風雲人物》（1986年）
- 《秋海棠》（1986年）
- 《新絕代雙驕》（1986年）飾 江別鶴
- 《玫瑰人生》（1987年）飾 胡之偉
- 《洗錢》（1990年）
- 《包青天》（1993年）之〈真假包公〉飾 石國柱 〈尋親記〉飾 顧清風 〈乞丐王孫〉飾 秦華 〈菩薩嶺〉 飾 忘了和尚 〈陰陽判〉飾 孫文輝 〈孝子章洛〉飾 葉青士 〈天下第一莊〉飾 裴天瀾 〈五鼠鬧東京〉飾 孟若虚
- 《七俠五義》 (1994年)之〈真命天子〉飾 襄陽王 〈綑龍索〉 飾 襄陽王 〈太師還朝〉 飾 襄陽王
- 《孝的故事》（1994年）之〈紙鳶恩怨情〉
- 《劉伯溫傳奇》（1995年）〈寸草心〉飾 唐鷹
- 《三國英雄傳之關公》 （1996年）飾 黃蓋、普救寺和尚
- 《圍爐》（1996年）
- 《台灣靈異事件》（1997年）之〈幽靈船〉
- 《施公奇案》（1997年）之〈孤雛淚〉飾 明王
- 《布袋和尚》（1997年）飾 弘德師叔
- 1998年 民視 台灣作家劇場 - 三春記 飾 歐萬能
- 《布衣钦差》/《浪子大钦差》（1998年）飾 安老爷
- 《老房有喜》（1998年）飾 蘇老太爺
- 《麻辣鮮師》（2000年）飾 伍將軍（客串演出）
- 《風車》（2000年，公視人生劇展）飾 顏允文
- 《台灣玉》（2000年，公視人生劇展）
- 《老魏》（2002年，公視人生劇展）
- 《孽子》（2003年）飾 王家副官
- 《晚安，明天見》（2003年，人間衛視人間關懷劇場）
- 《偵探物語》之〈寄件人，不詳〉（2005年）

## 外部連結
- 田豐在香港影庫上的簡介
- 田豐在互联网电影资料库（IMDb）上的資料（英文）
- 田豐在豆瓣上的资料（简体中文）
- 田豐在时光网上的簡介（简体中文）
- 天天哈哈笑 田豐（优酷网视频）1 （页面存档备份，存于）、2 （页面存档备份，存于）、3 （页面存档备份，存于）、4 （页面存档备份，存于）、5 （页面存档备份，存于）